# Franz Ferdinand von Gallas
Franz Ferdinand Graf Gallas von Campo (* 1635; † 4. Januar 1697 in Prag) war Herzog von Lucera in Apulien, Erbherr von Reichenberg und Horenowes, kaiserlicher und königlicher Obrist eines Regiments zu Fuß und Kämmerer. Seine Eltern waren der Generalfeldmarschall Matthias Gallas und dessen Ehefrau Dorothea von Lodron.

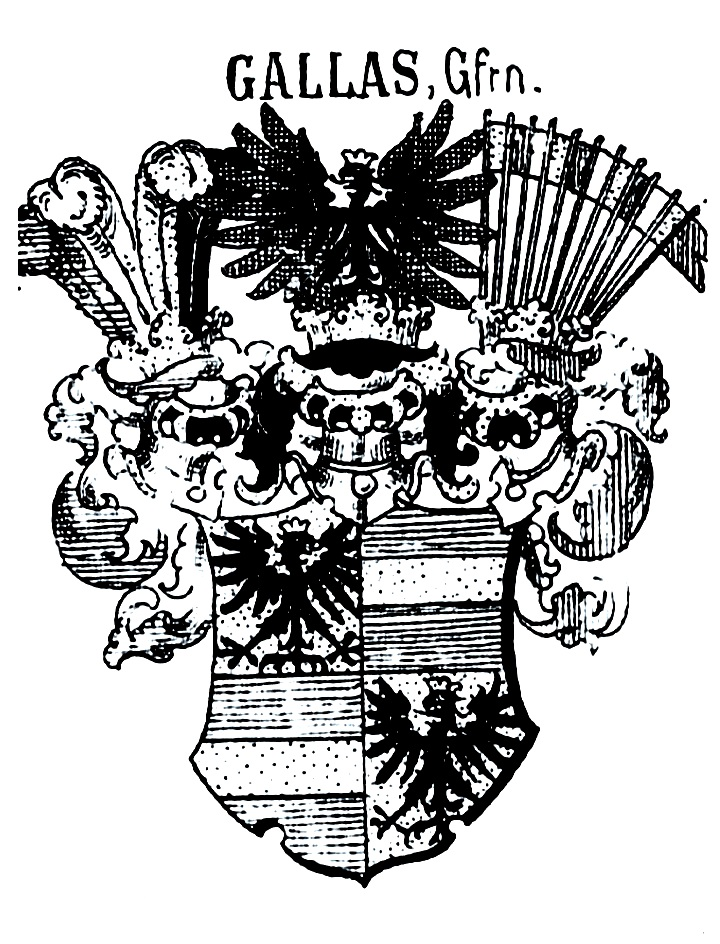
1632 anlässlich Erhebung in den Reichsgrafenstand verliehenes Wappen: Feld 1 und 4: Gnadenzeichen zur Reichsgrafenwürde; 2 und 3: Stammwappen Gallas

## Biographie
Am 2. Oktober 1661 teilte er sich mit seinem Bruder Anton Pankraz (* 1638; † 1699) die Herrschaften Smiřice (Schmirsitz) und Horenowes. Franz erhielt Smiric und Anton Horenowes. Aber schon 1674 verkaufte Anton es mit Schloss Friedland an seinen Bruder.
Franz Ferdinand war zweimal verheiratet. Seine erste Frau Gräfin Katharina Barbara von Martinic (1645–1670) war die Tochter des Grafen Maximilian Valentin von Martinic (1612–1677). Das Paar hatte zwei Söhne und eine Tochter:
- Philipp Franz (1666–1731); ⚭ Anna Caroline († 19. August 1712) von Mansfeld-Vorderort, Tochter von Philipp von Mansfeld
- Johann Wenzel (* 23. Mai 1669; † 25. Juli 1719); I ⚭ 25. April 1700 Gräfin Maria Anna Francisca Eva von Dietrichstein zu Nikolsburg (* 10. August 1681; † 1704/1705), II ⚭ 26. August 1716 Gräfin Ernestine von Dietrichstein (* 13. Juli 1683; † 30. Januar 1744)

- Cajetana Therese (* 1670); ⚭ 1689 Graf Wenzel Bernhard von Vrbna-Freudenthal Freiherr von Hultschin (1658–1708)[3]

Nach dem Tod von Katharina Barbara heiratete Franz Ferdinand die Gräfin Johanna Emerientia Gaschin von Rosenberg (* 1646; † 16. Oktober 1735). Sie zeugten eine Tochter:
- Johanna Beatrice Eleonore (* 1680; † 12. Juni 1716) ⚭ 1697 Leonhard von Colonna von Fels (* 3. Dezember 1674; † 6. Juni 1752)[4]

Im Jahre 1692 gründete er in Haindorf das Kloster des Franziskanerordens. Er starb am 4. Januar 1697 in Prag und wurde danach als erster in der neuerbauten Familiengruft in Haindorf beigesetzt.